# Hurikán Katrina
Katrina je jméno hurikánu, který na konci srpna 2005 způsobil obrovské škody na jihu Spojených států. Rychlost větru dosahovala na moři až 280 km/h, na pevnině kolem 250 km/h. U New Orleansu se protrhly ochranné hráze a město zcela zaplavila voda z oceánu a blízkého jezera Pontchartrain. Z ekonomického hlediska jde patrně o vůbec největší katastrofu způsobenou atlantickým hurikánem.[zdroj?]

## Hurikán Katrina a New Orleans
Hurikán Katrina postihl New Orleans 29. srpna 2005. Hurikán byl označen za „největší civilní technickou katastrofu v historii USA“.[zdroj?] Město bylo postiženo v takovémto rozsahu z důvodu selhání hrází a odvodňovacích kanálů.

### Cesta hurikánu a evakuace
Poté, co se relativně mírný hurikán 1. stupně přehnal přes Floridu, získal novou sílu nad Mexickým zálivem a byl postupně přeřazen až na 5. stupeň. (Někteří hydrometeorologové se domnívají, že za zvýšením intenzity hurikánu mohla jeho interakce s teplejší vodou zálivu.)
Nepovinná evakuace New Orleans byla zahájena v sobotu 27. srpna. Asi 80 % obyvatel New Orleans opustilo své domovy ještě před bouří. Byla použita stejná záchranářská technika a plán jako při hurikánu Ivan. Evakuací se značná část obyvatel zachránila, přesto ale 20 % obyvatel zůstalo ve městě, když hurikán udeřil.

### Následky
Silný vítr zničil město, roztříštil okna, hromadil odpad po celém městě a přinesl silný déšť a záplavy zejména do východní části města. Situace se ještě zhoršila, když se protrhly další 4 kanály. 30. srpna začala voda ustupovat a lidé mohli ohledávat škody, které byly opravdu veliké. Na některých místech dosáhla voda výšky až 7,6 metrů. Náklady na opravy a škody způsobené hurikánem Katrina byly vyčísleny na 10 až 25 miliard dolarů. Ekonomická ztráta byla vyčíslena na 100 miliard dolarů. Hurikán také zničil zábavní park Six Flags, dříve JazzLand. Škoda byla větší než $30 000 000 dolarů.
[zdroj?]

## Náboženské interpretace
Hurikán Katrina byl někdy klérem různých křesťanských náboženských směrů označován za Boží trest, zejména za potraty, homosexualitu a obecně sexuální život v rozporu s křesťanskými pravidly.
Krátce působící pomocný katolický linecký biskup Gerhard Maria Wagner prohlásil hurikán Katrina za Boží trest za sexuální hříchy obyvatel města New Orleans. Hurikán podle něj zničil nevěstince, noční kluby a interrupční kliniky. Tímto vzbudil protesty katolíků ze zasažených oblastí. Wagner kvůli těmto i dalším kontroverzním výrokům pod tlakem papeže Benedikta XVI. 15. února 2009 rezignoval.
Americký evangelický pastor John Hagee označil za příčinu hurikánu homosexuály a specificky pak průvod gay pride, který se měl v New Orleans uskutečnit v době, kdy Katrina udeřila, kvůli čemuž se nakonec také nekonal. Později v roce 2008 v zásadě svoje výroky zmírnil a prohlásil, že nikdo nemůže znát záměry Boží a že se v tomto smyslu neměl vyjadřovat.